# Jerzy Szotmiller
Jerzy Szotmiller (ur. 20 lutego 1933 w Warszawie, zm. 31 lipca 2011 w Częstochowie) – polski biskup starokatolicki, administrator diecezji krakowsko-częstochowskiej Kościoła Polskokatolickiego w RP w latach 2005–2011, proboszcz parafii katedralnej Matki Bożej Królowej Apostołów w Częstochowie w latach 1961–2011.

## Życiorys
24 lutego 1961 został wyświęcony na kapłana przez bpa Maksymiliana Rodego. Od października 1975 do listopada 1976 duszpasterzował w diecezji brazylijskiej Polskiego Narodowego Kościoła Katolickiego. 29 lipca 1979 w katedrze Świętego Ducha w Warszawie został konsekrowany (przez bpa Tadeusza Ryszarda Majewskiego, bpa Franciszka Rowińskiego, bpa Józefa Niemińskiego oraz bpa prof. Maksymiliana Rode) na biskupa. W latach 1979–1986 pełnił funkcję biskupa sufragana diecezji warszawskiej z siedzibą w Częstochowie. 9 czerwca 1986 został wprowadzony w urząd ordynariusza diecezji krakowsko-częstochowskiej, którą piastował do śmierci.
29 lipca 2009 w kościele – pomniku Biskupa Franciszka Hodura w Libiążu w czasie uroczystej mszy św. dziękczynnej obchodził 30-lecie swoich święceń biskupich. Na uroczystość dziękczynną przybył zwierzchnik Kościoła Polskokatolickiego bp prof. dr hab. Wiktor Wysoczański wraz z kanclerzem kurii biskupiej diecezji warszawskiej ks. infułatem mgr Ryszardem Dąbrowskim oraz duchowieństwo z Kościołów członkowskich Polskiej Rady Ekumenicznej. 
W czasie swojego pontyfikatu wyświęcił dwóch episcopi in pectore (obie konsekracje nie są uważane za ważne z punktu nauczania teologii starokatolickiej, ze względu na brak mandatu Synodu Kościoła): ks. inf. Eugeniusza Stelmacha, prezbitera Kościoła Polskokatolickiego oraz ks. Romana Kota, prezbitera Kościoła Starokatolickiego w RP (obecnie nie pełniącego posługi wynikającej z przyjętych święceń kapłańskich). W obu przypadkach podpierał się "[...]stanem wyższej konieczności w obawie o przyszłość Kościoła". Świadkowie ostatnich miesięcy życia biskupa Szotmillera twierdzą, iż działał on ze względu na chorobę w stanie ograniczonej poczytalności.
Zmarł po ciężkiej chorobie 31 lipca 2011 w Częstochowie, został tam pochowany na miejscowym cmentarzu prawosławnym. Zgodnie z testamentem Zmarłego ogłoszona została trzymiesięczna żałoba w diecezji krakowsko-częstochowskiej. Następcą zmarłego biskupa został ks. inf. mgr Antoni Norman.

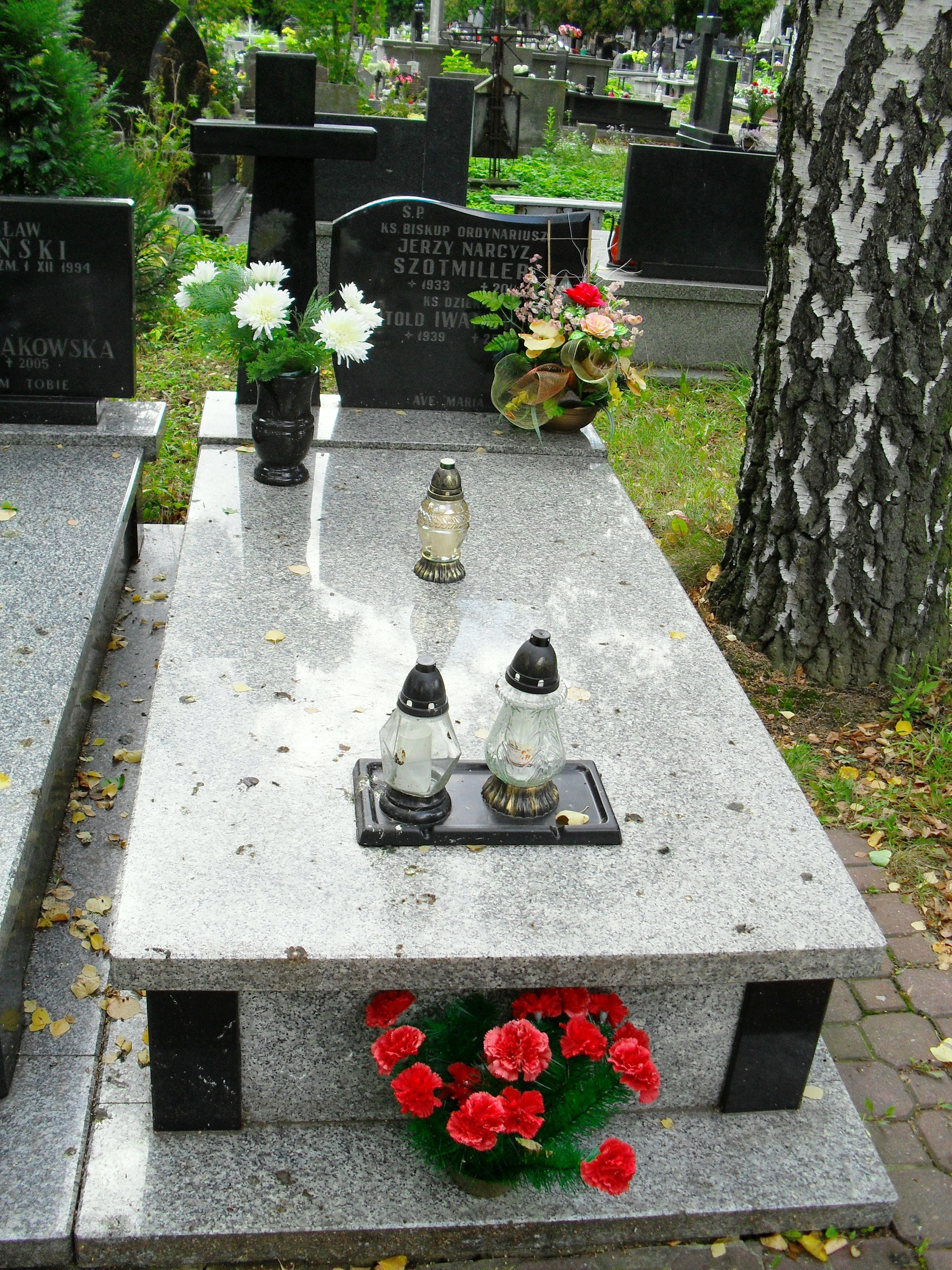
Grób biskupa Jerzego Szotmillera